# فرانسيس كلاين
فرانسيس كلاين (بالإنجليزية: Frances Klein)‏ هي عازفة الجاز أمريكية، ولدت في 19 أكتوبر 1915، وتوفيت في 22 ديسمبر 2012.